# Филлодоце ниппонская
Филлодо́це ниппо́нская (лат. Phyllodoce nipponica) — вид цветковых растений рода Филлодоце (Phyllodoce) семейства Вересковые (Ericaceae). Некоторые источники не выделяют данный вид.

## Ботаническое описание
Низкий распростёртый кустарник высотой до 15 см. Побеги более или менее покрыты мелкими (5—10 мм длиной), линейными, пильчатыми, тёмно-зелёными листьями. Цветки пониклые, колокольчатовидные, около 6 мм длиной и шириной, белые с розоватым оттенком, располагаются на концах побегов, расцветают в мае-июне или с июня по август.

## Распространение
В природе произрастает в Северной Японии (острова Хонсю, Сикоку).

## Хозяйственное значение и применение
В культуре вид известен с 1915 года. Культивируется в основном английскими и немецкими садоводами.